# Longvillers
Ne doit pas être confondu avec Longvilliers (Pas-de-Calais) ou Longvilliers (Yvelines).
Longvillers (prononcé [lɔ̃vilɛʁ]) est une commune française, située dans le département du Calvados en région Normandie, peuplée de 356 habitants.

## Géographie
| Maisoncelles-Pelvey                            | Épinay-sur-Odon | Épinay-sur-Odon    |
| Seulline (comm. dél. de Saint-Georges-d'Aunay) | Longvillers     | Le Mesnil-au-Grain |
| Seulline (comm. dél. de Saint-Georges-d'Aunay) | Aunay-sur-Odon  | Le Mesnil-au-Grain |

Le 1er janvier 2017, la commune passe de l'arrondissement de Caen à celui de Vire.

### Hydrographie
La commune est située dans le bassin Seine-Normandie. Elle est drainée par l'Odon, la Douvette, le ruisseau du Val Boquet, le ruisseau de Beslondes, le fossé 01 du Bas de la Butte, le fossé 01 du Trianon, un bras de l'Odon et le ruisseau de Claire Fontaine,,.
L'Odon, d'une longueur de 47 km, prend sa source dans la commune des Monts d'Aunay et se jette  dans l'Orne à Fleury-sur-Orne, après avoir traversé 20 communes. Les caractéristiques hydrologiques de l'Odon sont données par la station hydrologique située sur la commune d'Épinay-sur-Odon. Le débit moyen mensuel est de 1,01 m3/s. Le débit moyen journalier maximum est de 21 m3/s, atteint lors de la crue du 14 novembre 2010. Le débit instantané maximal est quant à lui de 27 m3/s, atteint le 28 décembre 1999.

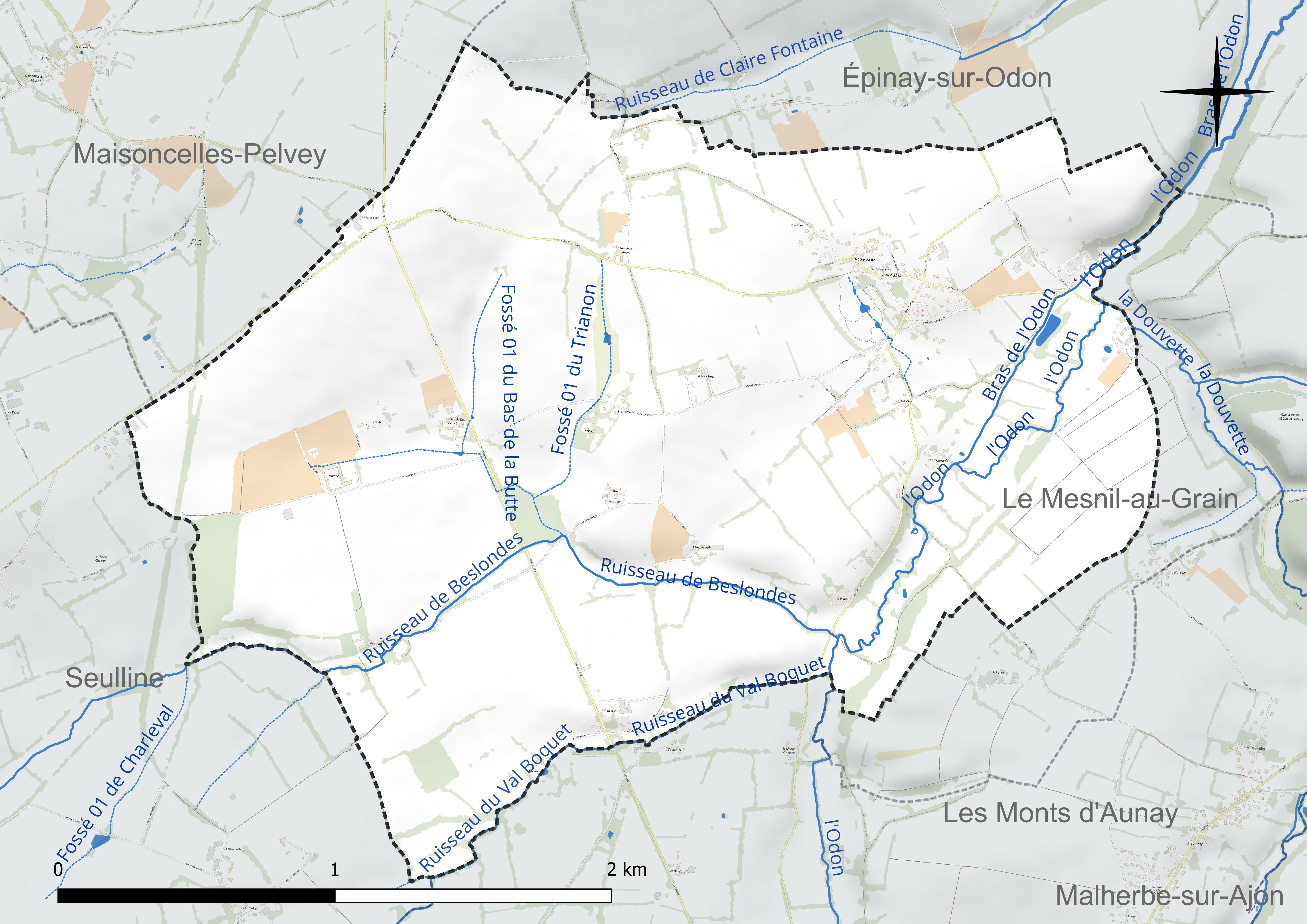
Réseau hydrographique de Longvillers.

### Climat
Pour des articles plus généraux, voir Climat de la Normandie et Climat du Calvados.
En 2010, le climat de la commune est de type climat océanique franc, selon une étude du CNRS s'appuyant sur une série de données couvrant la période 1971-2000. En 2020, Météo-France publie une typologie des climats de la France métropolitaine dans laquelle la commune est exposée à un climat océanique et est dans la région climatique  Normandie (Cotentin, Orne), caractérisée par une pluviométrie relativement élevée (850 mm/a) et un été frais (15,5 °C) et venté. Parallèlement le GIEC normand, un groupe régional d'experts sur le climat, différencie quant à lui, dans une étude de 2020, trois grands types de climats pour la région Normandie, nuancés à une échelle plus fine par les facteurs géographiques locaux. La commune est, selon ce zonage, exposée à un « climat contrasté des collines », correspondant au Bocage normand, bien arrosé, voire très arrosé sur les reliefs les plus exposés au flux d'ouest, et frais en raison de l'altitude.
Pour la période 1971-2000, la température annuelle moyenne est de 10,4 °C, avec  une amplitude thermique annuelle de 12,4 °C. Le cumul annuel moyen de précipitations est de 819 mm, avec 13,1 jours de précipitations en janvier et 7,8 jours en juillet. Pour la période 1991-2020, la température moyenne annuelle observée sur la station météorologique la plus proche, située sur la commune de Seulline à 4 km à vol d'oiseau, est de 11,3 °C et le cumul annuel moyen de précipitations est de 992,2 mm,. Pour l'avenir, les paramètres climatiques de la commune estimés pour 2050 selon différents scénarios d'émission de gaz à effet de serre sont consultables sur un site dédié publié par Météo-France en novembre 2022.

## Urbanisme

### Typologie
Au 1er janvier 2024, Longvillers est catégorisée commune rurale à habitat dispersé, selon la nouvelle grille communale de densité à 7 niveaux définie par l'Insee en 2022.
Elle est située hors unité urbaine. Par ailleurs la commune fait partie de l'aire d'attraction de Caen, dont elle est une commune de la couronne,. Cette aire, qui regroupe 296 communes, est catégorisée dans les aires de 200 000 à moins de 700 000 habitants,.

### Occupation des sols
L'occupation des sols de la commune, telle qu'elle ressort de la base de données européenne d'occupation biophysique des sols Corine Land Cover (CLC), est marquée par l'importance des territoires agricoles (100 % en 2018), une proportion identique à celle de 1990 (100 %). La répartition détaillée en 2018 est la suivante : 
terres arables (74,7 %), prairies (21,7 %), zones agricoles hétérogènes (3,7 %). L'évolution de l'occupation des sols de la commune et de ses infrastructures peut être observée sur les différentes représentations cartographiques du territoire : la carte de Cassini (XVIIIe siècle), la carte d'état-major (1820-1866) et les cartes ou photos aériennes de l'IGN pour la période actuelle (1950 à aujourd'hui).

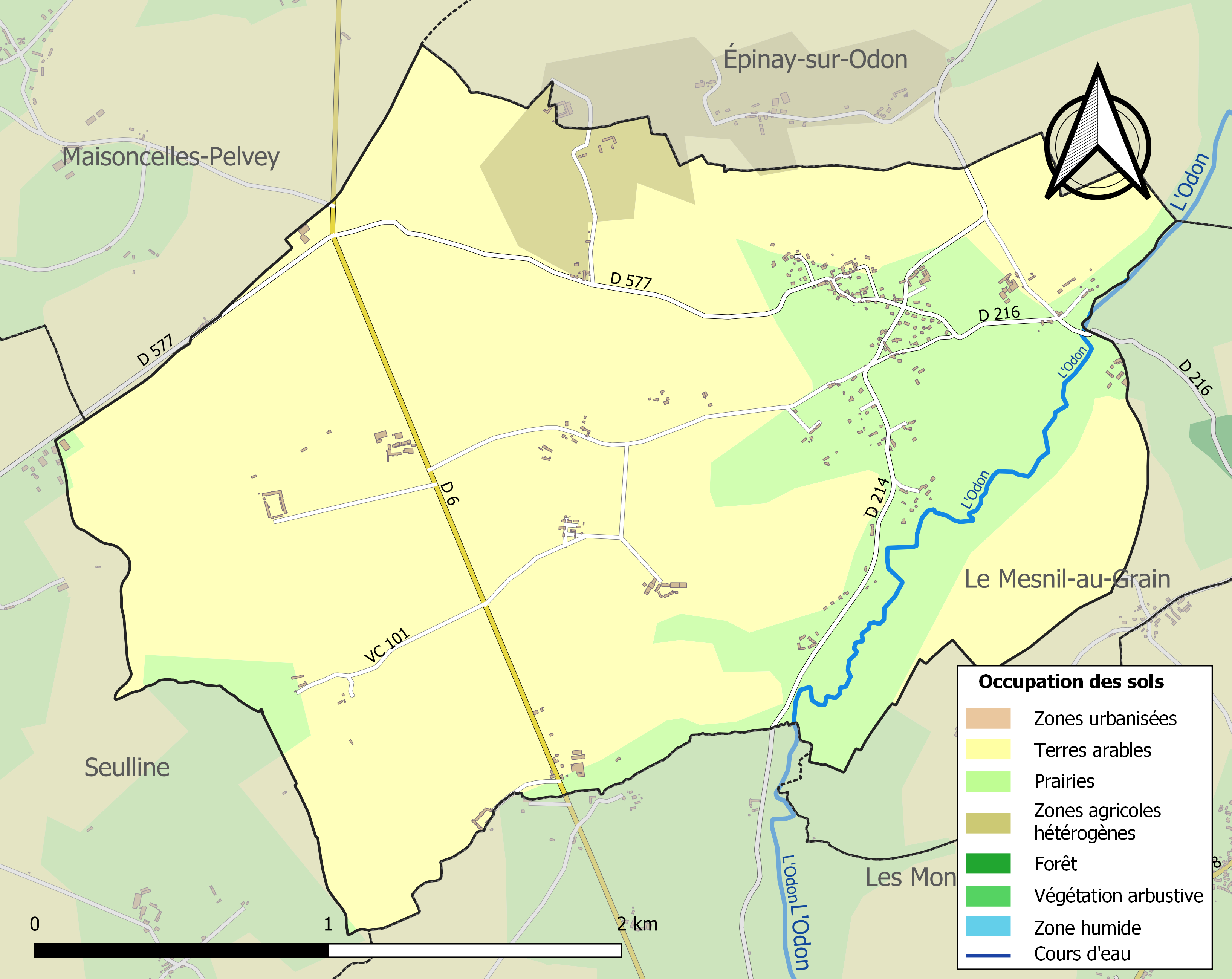
Carte des infrastructures et de l'occupation des sols de la commune en 2018 (CLC).

## Toponymie
Le nom de la localité est attesté sous la forme Lunviller en 1169.
Le toponyme est issu du gallo-roman villare, « village, domaine rural » et de l'ancien français, conservé en français moderne, « long ».

## Politique et administration
| Période                                  | Période  | Identité         | Étiquette | Qualité                  |
| ---------------------------------------- | -------- | ---------------- | --------- | ------------------------ |
| 1989                                     | En cours | Jacques Langlois | SE        | Préparateur en pharmacie |
| Les données manquantes sont à compléter. |          |                  |           |                          |

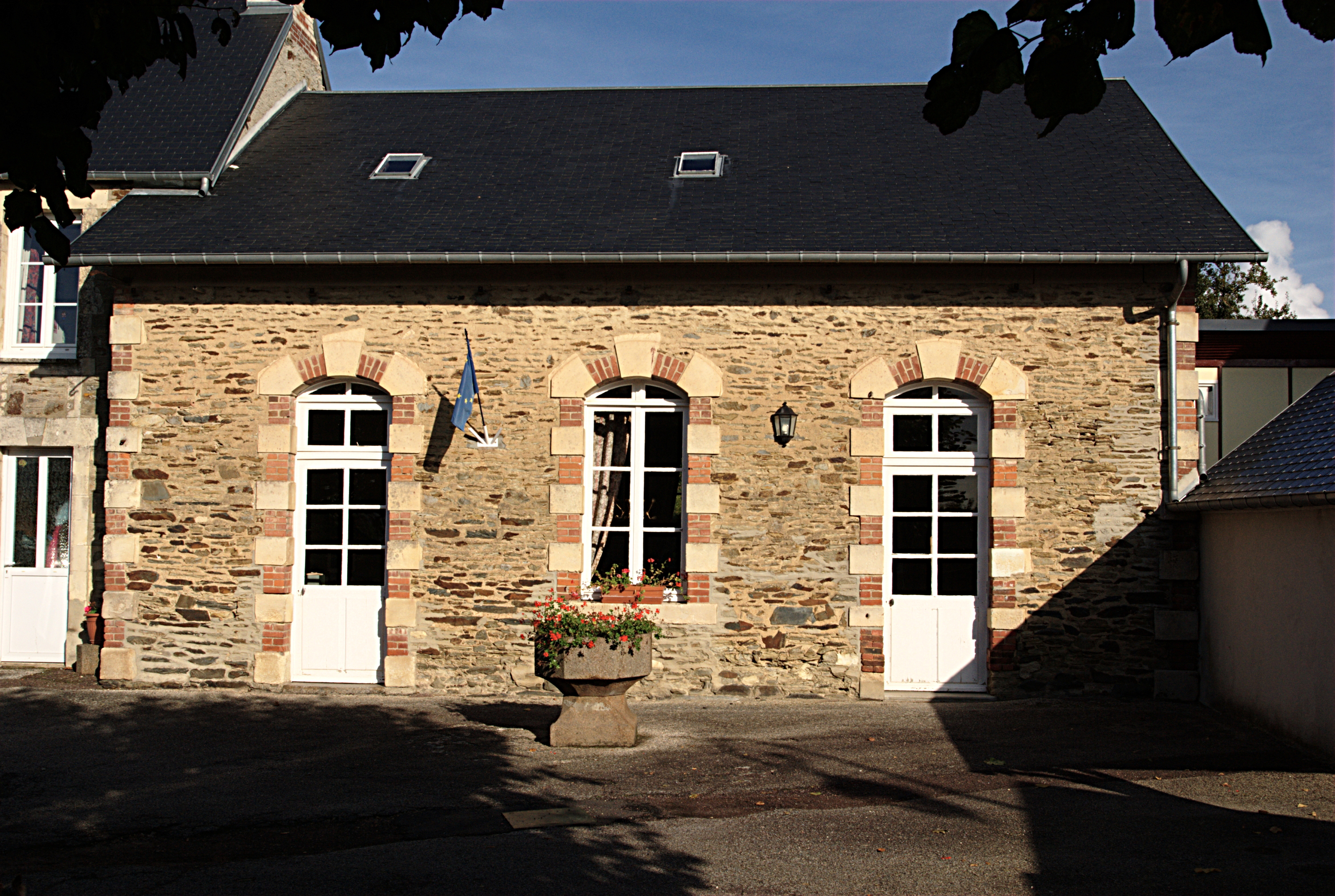
La mairie.

Le conseil municipal est composé de onze membres dont le maire et deux adjoints.

## Démographie
L'évolution du nombre d'habitants est connue à travers les recensements de la population effectués dans la commune depuis 1793. Pour les communes de moins de 10 000 habitants, une enquête de recensement portant sur toute la population est réalisée tous les cinq ans, les populations de référence des années intermédiaires étant quant à elles estimées par interpolation ou extrapolation. Pour la commune, le premier recensement exhaustif entrant dans le cadre du nouveau dispositif a été réalisé en 2006.
En 2022, la commune comptait 356 habitants, en évolution de −0,84 % par rapport à 2016 (Calvados : +1,58 %, France hors Mayotte : +2,11 %).
Longvillers a compté jusqu'à 539 habitants en 1851.
| 1793 | 1800 | 1806 | 1821 | 1831 | 1836 | 1841 | 1846 | 1851 |
| ---- | ---- | ---- | ---- | ---- | ---- | ---- | ---- | ---- |
| 464  | 494  | 524  | 528  | 533  | 537  | 530  | 530  | 539  |

| 1856 | 1861 | 1866 | 1872 | 1876 | 1881 | 1886 | 1891 | 1896 |
| ---- | ---- | ---- | ---- | ---- | ---- | ---- | ---- | ---- |
| 481  | 489  | 473  | 424  | 399  | 397  | 410  | 366  | 327  |

| 1901 | 1906 | 1911 | 1921 | 1926 | 1931 | 1936 | 1946 | 1954 |
| ---- | ---- | ---- | ---- | ---- | ---- | ---- | ---- | ---- |
| 318  | 342  | 336  | 287  | 288  | 252  | 265  | 293  | 266  |

| 1962 | 1968 | 1975 | 1982 | 1990 | 1999 | 2006 | 2011 | 2016 |
| ---- | ---- | ---- | ---- | ---- | ---- | ---- | ---- | ---- |
| 255  | 221  | 218  | 268  | 288  | 323  | 326  | 357  | 359  |

| 2021 | 2022 | - | - | - | - | - | - | - |
| ---- | ---- | - | - | - | - | - | - | - |
| 359  | 356  | - | - | - | - | - | - | - |

## Lieux et monuments
- Manoir de Mathan, du XVe au XIXe siècle.
- Église Saint-Vigor, époque moderne.

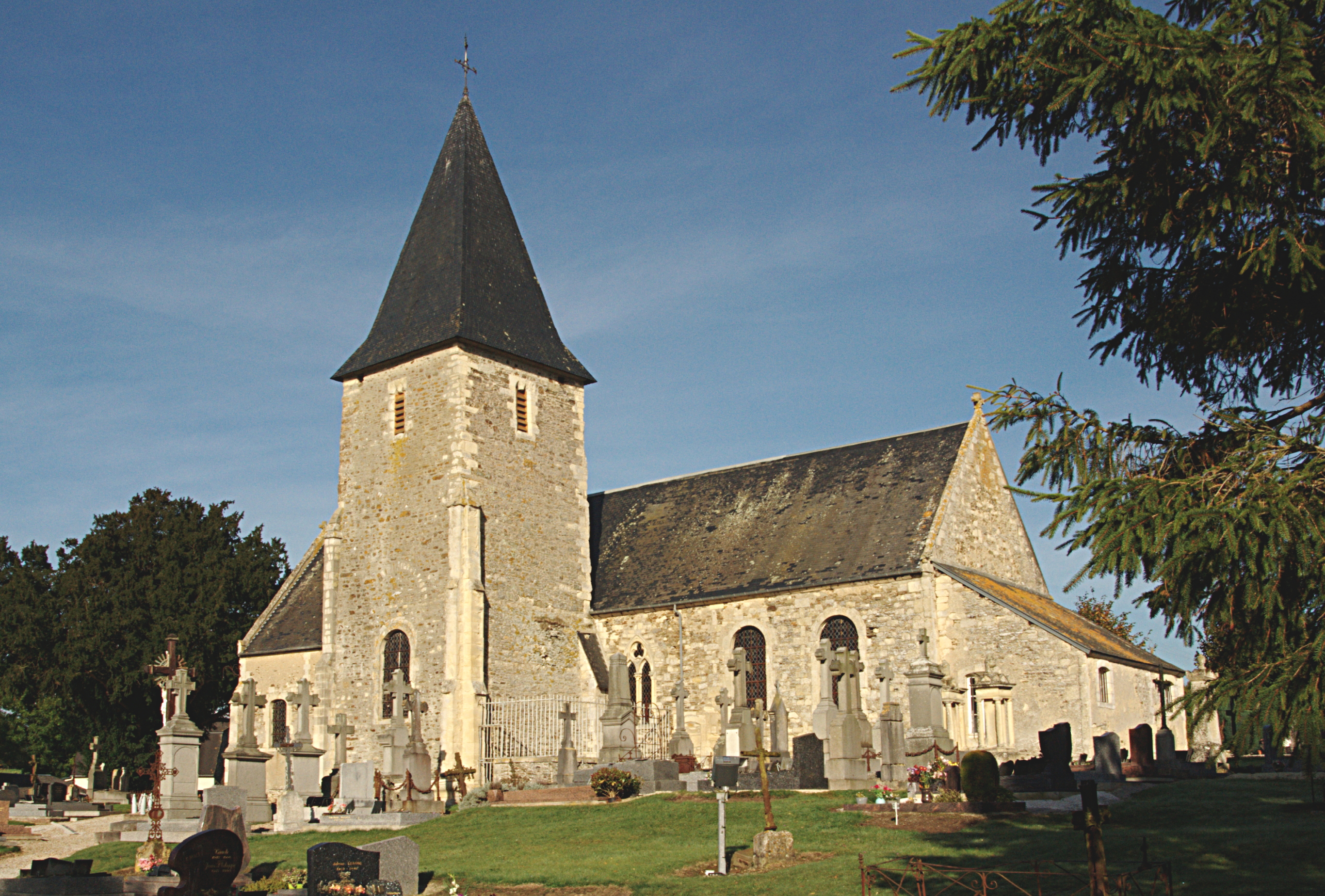
L'église Saint-Vigor.
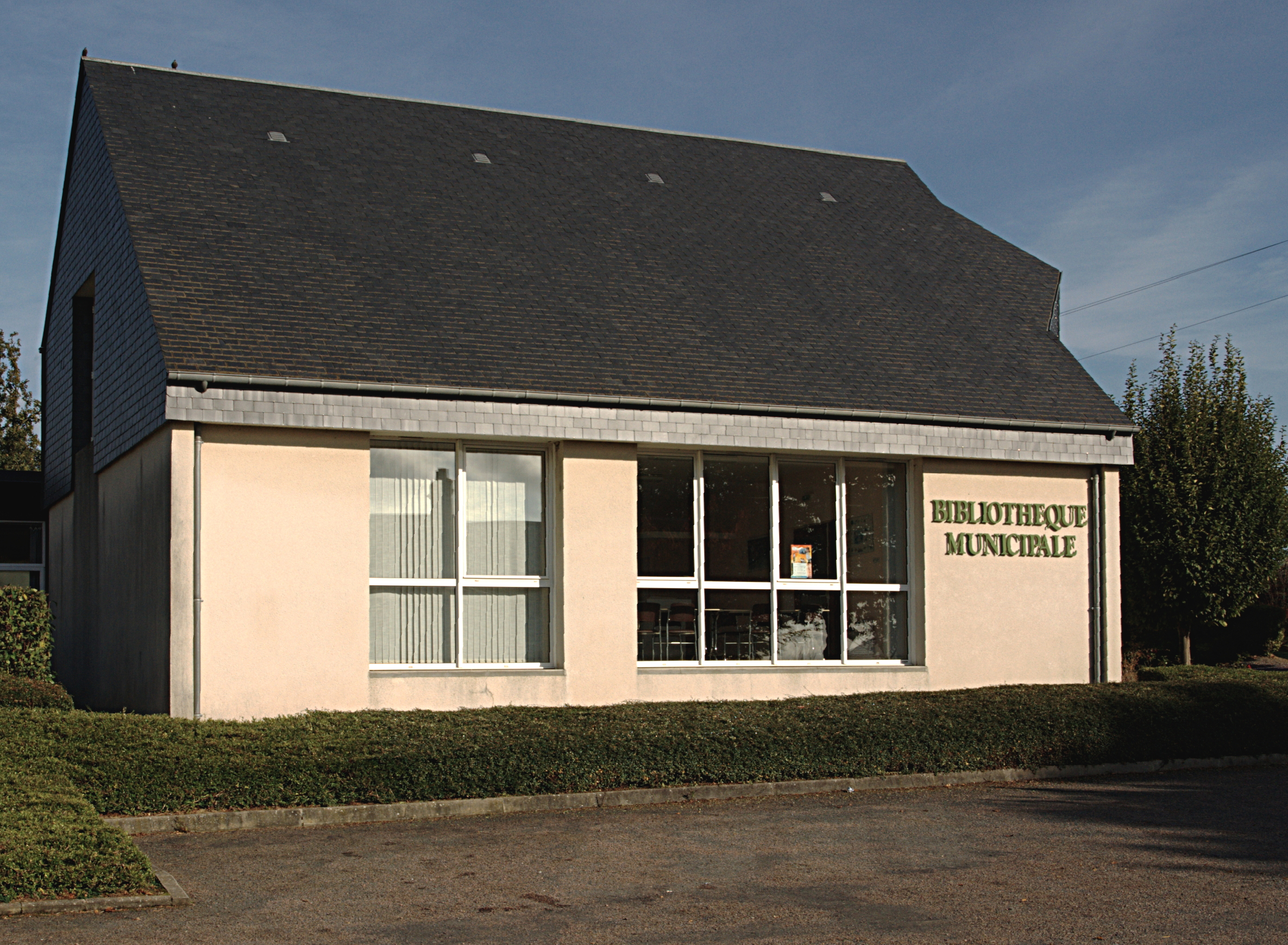
La bibliothèque municipale.
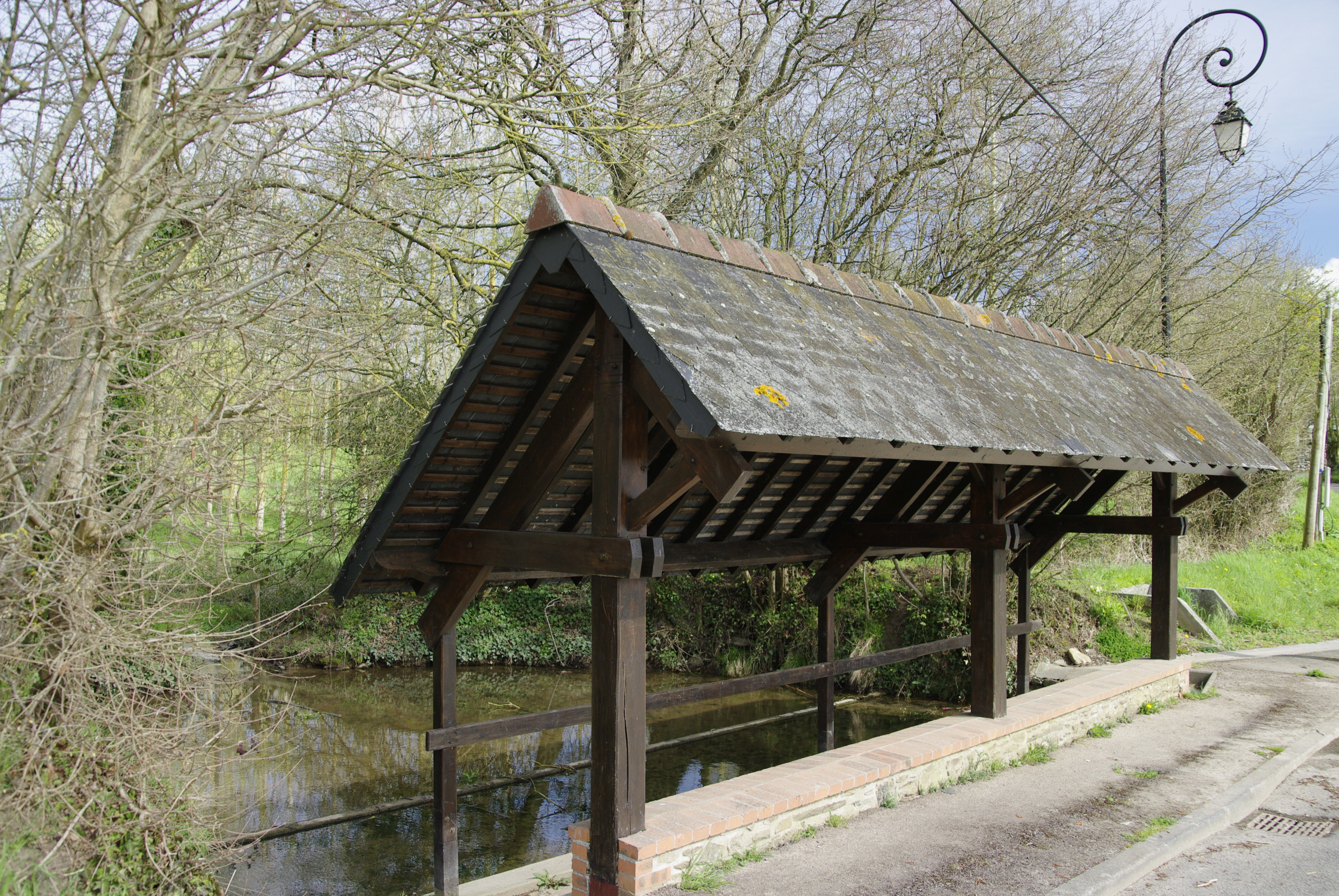
Le lavoir de Longvillers.